# Infidel (film)
Pour plus de détails, voir Fiche technique et Distribution.
Infidel est un thriller américain écrit et réalisé par Cyrus Nowrasteh, sorti en 2020. En introduction du film, une note indique que le scénario est inspiré de faits réels. Plusieurs faits ont inspiré le réalisateur, l'histoire de Xijue Wang, un sino-américain emprisonné en Iran de 2016 à 2019 et accusé d’espionnage ainsi que celle de Robert Levinson, un agent de la CIA kidnappé en 2007 et sans doute mort en détention en Iran.

## Synopsis
Journaliste, blogueur américain célèbre et chrétien très croyant, Doug Rawlins est invité à donner une conférence au Caire. Son discours qui est ressenti comme un prêche à la conversion des musulmans est mal reçu. Il se fait kidnapper par des membres du régime iranien qui l'accuse aussi d'espionnage. Il est torturé pour lui faire avouer ses méfaits, mais il ne cède pas et est finalement condamné d'abord à mort puis à une lourde peine de prison, loin de son pays et des proches. Fonctionnaire au département d’État des USA, son épouse Liz se rend compte qu'elle est la seule à se soucier de son cas. En effet, le gouvernement américain ne semble pas motivé pour négocier sa libération et l'oublie rapidement. Déterminée à le faire libérer coûte que coûte, Liz se rend alors en Iran seule où elle est confrontée à un système politiquement retors...

## Fiche technique
- Titre original et français : Infidel
- Réalisation et scénario : Cyrus Nowrasteh
- Photographie : Joel Ransom
- Musique : Natalie Holt
- Montage : Paul Seydor et Janie Gaddy
- Production : Cyrus Nowrasteh et Aaron Brubaker
- Sociétés de production : D'Souza Media et New Path Pictures
- Sociétés de distribution : Cloudburst Entertainment
- Pays de production :  États-Unis
- Langue originale : anglais
- Format : couleur - 2.35:1
- Genre : thriller
- Durée : 107 minutes
- Dates de sortie :
  - États-Unis : 18 septembre 2020
  - France : 19 août 2021 (en DVD et Blu-ray)

## Distribution
- Jim Caviezel : Doug Rawlins
- Claudia Karvan : Elizabeth Rawlins
- Hal Ozsan : Ramzi
- Stelio Savante : Pierre Barthes
- Aly Kassem : Javid
- Bijan Daneshmand : Dr. Hossein Tehrani
- Isabelle Adriani : Maria Landi
- J.R. Cacia : sergent Knebel
- Nadeem Srouji : Larijani
- Noor Taher : Meena
- Rula Khoury : journaliste